# Gamereactor
Gamereactor er et skandinavisk magasin, der hovedsagligt beskæftiger sig med computerspil og konsolspil. Magasinet, som er gratis, udkommer ti gange om året og kan hentes  i en række butikker der sælger computer- og konsolspil, som fx GameStop. Det udkommer i starten af hvert måned, dog ikke i Januar og Juli.
Bladet blev startet i 1998 i Danmark af Morten Reichel og Claus Reichel, under navnet Gamez.dk. Efter fem år ændrede bladet navn til GameReactor og udkom nu også i  Norge og Sverige. Siden 2007 har Gamereactor også eksisteret i Finland, og siden 2009 har hjemmesiden også eksisteret i Tyskland, hvor der i 2011 også er kommet et fysisk blad.  Siden 2010 har hjemmesiden også eksisteret i en Italiensk og Spansk version. Selskabet har hovedkvarter på Strandvejen 72 st. mf, 2900 Hellerup, Danmark.
Gamereactor.dk er magasinets hjemmeside, der udover at have et forum også lader brugerne skrive brugeranmeldelser, kommentere nyheder og anmeldelser og holde en blog. 
Her er det også muligt at se Gamereactors web-TV, GRTV.
Bladet anmelder nye computerspil i hvert blad og på hjemmesiden. Desuden giver Gamereactor spillet en score fra 1 til 10, hvor 10 er det bedste.
Der er i 2011 kommet en mere familie orienteret udgave der hedder GR Play, der indeholder et mere forenklet layout, og indhold, inkl. brevkasse, der er langt mere rettet imod yngre computerspillere og familier. Brevkassen er primært (men ikke kun) beregnet for forældre der gerne vil have råd omkring computerspil til børn og familien.
Gamereactor findes udover den fysiske udgave og online udgave også som App til både Iphone, Android smartphones samt Samsungs Smart TV. Herudover udgives et interaktivt Ipad magasin der er en specialversion med elementer fra både det fysiske blad såvel som fra hjemmesiden. Ipad magasinet, Android, Iphone og Samsung Smart TV app findes på alle de otte sprog som magasinet dækker ultimo April 2012.